# Glänemäker
Glänemäker ist ein Flächennaturdenkmal im Ortsteil Sanne der Gemeinde Hassel im Landkreis Stendal in Sachsen-Anhalt.

## Geografie

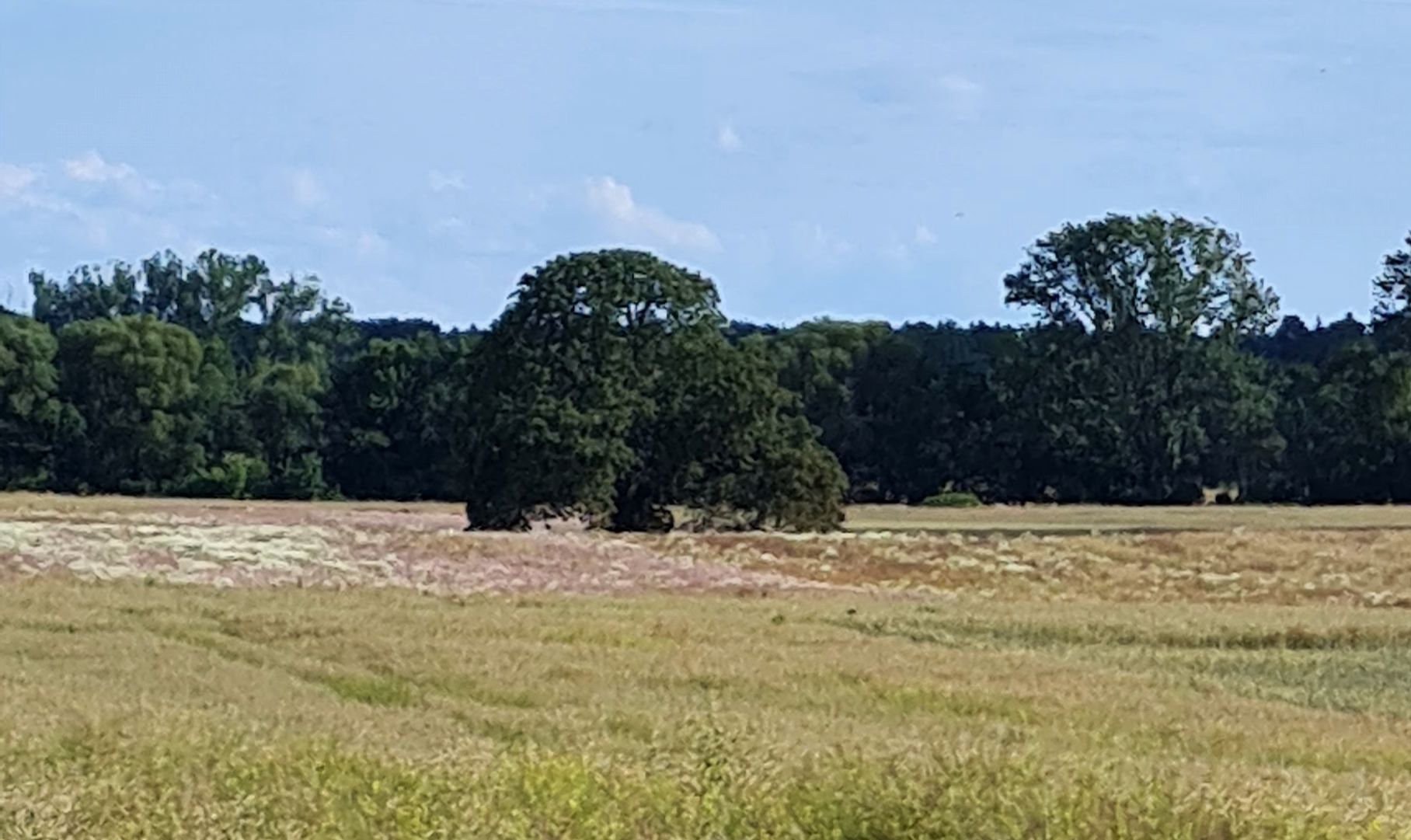
Glänemäker ist die Baumgruppe im Vordergrund

Glänemäker, eine kleine Baumgruppe, liegt etwa zwei Kilometer südöstlich von Sanne und etwa einen Kilometer nördlich von Wischer. Es ist ausgewiesen als Vogelschutzgebiet bei Wischer. Durch eine Verordnung im Landkreis Stendal vom 15. Juni 1937 steht das Gebiet unter Schutz. Vom Radweg Altmarkrundkurs aus ist die Baumgruppe gut zu sehen.

## Geschichte

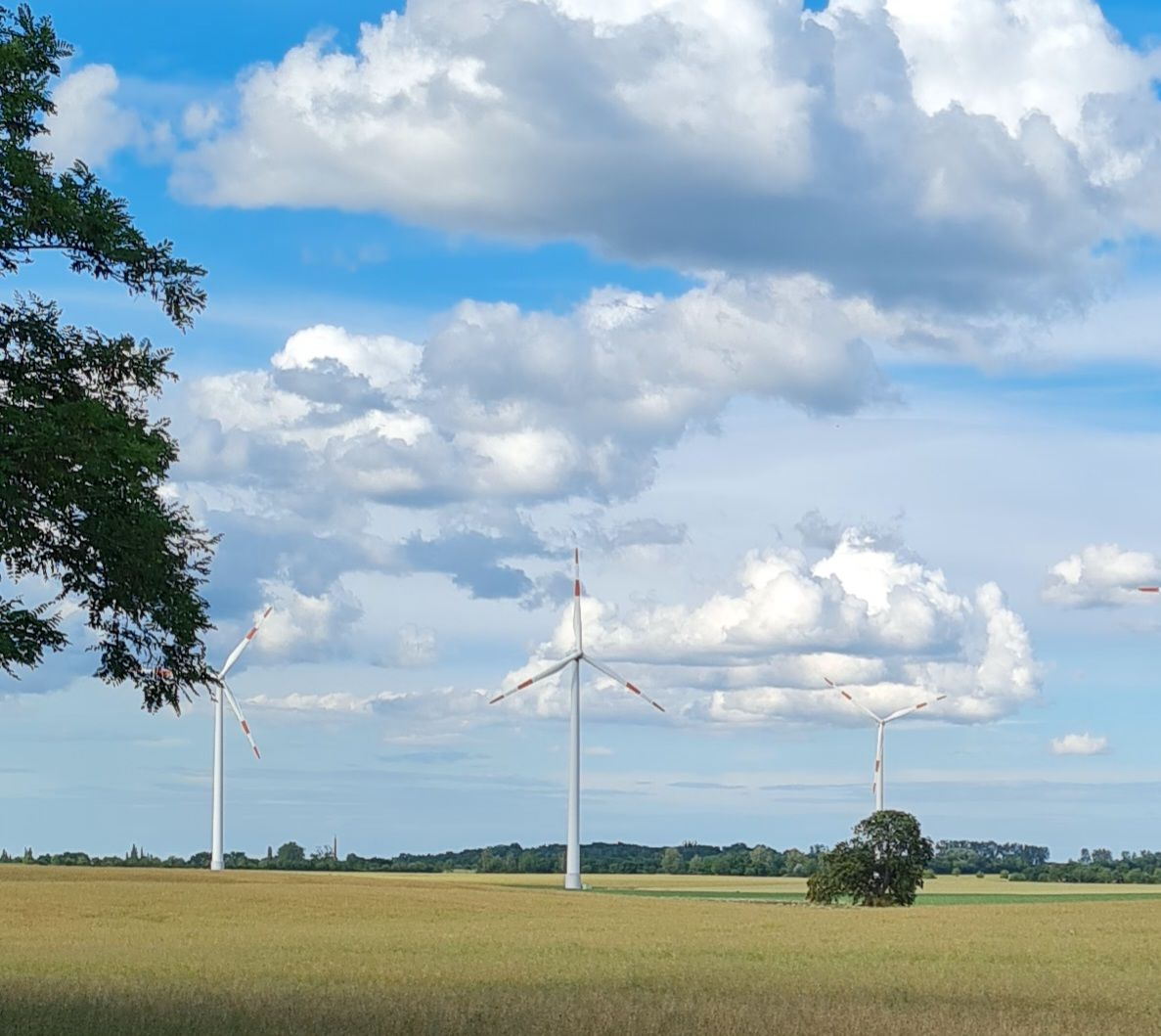
Glänemäker, die kleine Baumgruppe rechts, Blick von Westen

Erstmals erwähnt wurde Glänemäker im Jahre 1434 als leuemade und gleuemede, als Markgraf Johann den Tangermünder Bürger Henning von Köckte mit der dritten halben Hufe auf der Feldmark belehnte. Weitere Nennungen sind 1482 glenemede; 1598 zue Glonemede, 1602 eine wueste feldtmarcke die heist Glienemede, 1771 Klänemäcker und 1794 Gräemeker heißt die Stelle.
1835 wurde ein Schäfereivorwerk errichtet. Es gehörte zum Rittergut Jarchau und erhielt Jahre 1836 den Namen Glänemäcker nach der Feldmark, auf der es angelegt wurde.
Wilhelm Zahn schrieb im Jahre 1909: „Die wüste Mark wurde vorher Glienemäker, im Volksmunde auch Glinker genannt. Südwestlich vom Vorwerke, auf der Südostspitze der Feldmark von Sanne, 1,7 Kilometer von dem Dorfe entfernt, hat wahrscheinlich die alte Siedlung gelegen.“ 1938 war Glänemäker im Messtischblatt verzeichnet. Noch 1958 wurde der Wohnplatz in einem Ortslexikon aufgeführt.

### Eingemeindungen
Am 30. September 1928 wurde Glänemäker mit der Landgemeinde Sanne vereinigt. Es hatte bis dahin zum Gutsbezirk Jarchau gehört, der am gleichen Tage mit Landgemeinde Jarchau vereinigt worden war.

### Einwohnerentwicklung
| Jahr | Einwohner |
| ---- | --------- |
| 1840 | 4         |
| 1871 | 7         |
| 1885 | 5         |
| 1895 | 5         |
| 1905 | 3         |

## Religion
Die evangelischen Christen aus Glänemäker gehörten zur Kirchengemeinde Sanne, die früher von der Pfarrei Jarchau bei Eichstedt in der Altmark betreut wurde.